# Пулати
39°02′13″ пн. ш. 65°43′13″ сх. д. / 39.036944444444° пн. ш. 65.720277777778° сх. д.
Пулати (узб. Poʻlati, Пўлати) — міське селище в Узбекистані, в Касанському районі Кашкадар'їнської області.
Населення 4,3 тис. мешканців (1986).
Статус міського селища з 2009 року.